# Daouda Diakité (calciatore 1977)
Daouda Diakité (20 marzo 1977) è un ex calciatore maliano, di ruolo difensore.

## Carriera

### Club
Ha cominciato a giocare nel Real Bamako. Nel 1999 è passato al Djoliba. Nel 2002 si è trasferito al Cercle Olympique. Nel 2005 ha firmato un contratto con lo Stade Briochin. Nel 2007 è stato acquistato dal Djoliba, con cui ha concluso la propria carriera nel 2008.

### Nazionale
Ha debuttato in Nazionale nel 1996. Ha partecipato, con la Nazionale, alla Coppa d'Africa 2002.

## Palmarès

### Club

#### Competizioni nazionali
- Campionato maliano di calcio: 1

Djoliba: 2007-2008
- Coppa del Mali: 3

Cercle Olympique: 2002
Djoliba: 2007, 2007-2008